# Уряд Іспанії
Уряд Іспанії (ісп. Gobierno de España) — вищий орган виконавчої влади Іспанії. На противагу цьому, представницькі функції повністю належать королю. Така форма правління встановлена Конституцією Іспанії (з 1978 року).

## Голова уряду
- Прем'єр-міністр — Педро Санчес (від 1 червня 2018 року).
- Віце-прем'єр-міністр — Сорая Саєнс де Сантамарія Антон (англ. Soraya Saenz de Santamaria Anton).

## Кабінет міністрів
Склад чинного уряду подано станом на 8 листопада 2019 року.
| Логотип | Міністерство                                                               | Міністр                                                            | Фото | Час на посаді | Час на посаді | Партія | Партія | Вебсайт |
| ------- | -------------------------------------------------------------------------- | ------------------------------------------------------------------ | ---- | ------------- | ------------- | ------ | ------ | ------- |
|         | Міністерство внутрішніх справ                                              | Хуан Ігнасіо Зойдо Альварес                                        |      |               |               |        |        |         |
|         | Міністерство економіки, промисловості та конкурентоспроможності            | Луїс де Гуїндос Хурадо (Luis de Guindos Jurado)                    |      |               |               |        |        |         |
|         | Міністерство енергетики, туризму та цифрової програми                      | Альваро Надаль Бельда (Alvaro Nadal Belda)                         |      |               |               |        |        |         |
|         | Міністерство закордонних справ, Європейського союзу і співробітництва      | Альфонсо Дастіс Квеседо                                            |      |               |               |        |        |         |
|         | Міністерство оборони                                                       | Марія Долорес де Коспедаль                                         |      |               |               |        |        |         |
|         | Міністерство освіти, культури та спорту                                    | Іньїго Мендес де Віго і Монтохо (Íñigo Méndez de Vigo)             |      |               |               |        |        |         |
|         | Міністерство охорони здоров'я, соціальної служби та рівності               | Долорес Монсеррат (Dolores Monserrat)                              |      |               |               |        |        |         |
|         | Міністерство праці та соціального забезпечення                             | Фатіма Банес Гарсія (Fatima Banez Garcia)                          |      |               |               |        |        |         |
|         | Міністерство розвитку                                                      | Іньїго де ла Серна Хернайс (Íñigo de la Serna Hernaiz)             |      |               |               |        |        |         |
|         | Міністерство сільського і лісового господарства, продовольства та екології | Ісабель Гарсія Техеріна (Isabel Garcia Tejerina)                   |      |               |               |        |        |         |
|         | Міністерство у справах президента та територіального управління            | Сорая Саєнс де Сантамарія Антон (Soraya Saenz de Santamaria Anton) |      |               |               |        |        |         |
|         | Міністерство фінансів і державної служби                                   | Крістобаль Монторо Ромеро (Cristobal Montoro Romero)               |      |               |               |        |        |         |
|         | Міністерство юстиції                                                       | Рафаель Катала Поло (Rafael Catala Polo)                           |      |               |               |        |        |         |
|         | Міністерство у справах споживачів                                          | Альберто Гарцон (Alberto Garzón)                                   |      |               |               |        |        |         |

Логотип уряду Іспанії